# 獅子座53
獅子座53，又名BD+11 2283，HD 93702、SAO 99305、HR 4227，是獅子座的一颗恒星，视星等为5.34，位于銀經237，銀緯56.82，其B1900.0坐标为赤經10h 44m 0s，赤緯+11° 56.82′ 28″。